# Герб Ромен
Герб Роме́н затверджений рішенням сімдесят четвертої сесії Роменської міської ради VІ скликання від 27 серпня 2015 року.

## Опис герба
У зеленому полі золотий хрест із розширеними раменами на ступінчатій підставці, справа від нього — золота 6-променева зірка, зліва – срібний півмісяць, внизу – золота літера «Р». 
Щит вписано в декоративний картуш і увінчано срібною міською короною, що вказує на статус поселення.

## Символіка герба
Проект відновлення герба на підставі стародавнього історичного символу Ромен з печаток XVІI—XVIІI ст. розробило Роменське районове козацьке товариство "Українське козацтво" [Архівовано 13 жовтня 2016 у Wayback Machine.], малюнок опрацював і погодив — А. Гречило.
Прообразом герба стало зображення Голгофського хреста, шестипроменевої зірки (Венери), півмісяця та літери Р з стародавньої печатки, яка використовувалась з п'ятнадцятого століття в ратуші, сотенній козацькій канцелярії та повітовому суді.
Голгофський хрест вказує на роль Ромен як давнього укріплення та є символом пам'яті про захисників міста; зірка та півмісяць є знаками вічності і стабільності, літера «Р» відображає назву поселення.

## Історія

### Нова історія
Це опис (старого історичного) герба, а не діючого, який затверджений 2015.
Герб нав'язаний Катериною ІІ: На щиті французької форми на зеленому полі зображення хреста на двоступінчатому підвищенні прямокутної форми (гробі). Зображення хреста на стилізованій могилі символізував вигляд схилів роменського пагорба усіяного могилами з хрестами після помсти Петра І місту і вбивства безлічі козаків за підтримку Мазепи. Пізніше створена нова легенда символізму хреста на могилі, як мужності в обороні міста від завойовників. Золотий (жовтий) колір хреста символізує багатство, справедливість, великодушність. Зелений колір символізує надію, радість і достаток. В 1782 році це зображення з визначенням кольорів було затверджено Катериною ІІ як офіційний герб міста Ромен. Царський герб міста Ромни повторно затверджено рішенням двадцять першої сесії Роменської міської ради III скликання від 18 травня 2001 року.

### Радянська доба
Герб радянської доби: Щит французької форми, поділений горизонтально двома золотавими стрічками на три частини, з яких: у верхній на чорному тлі напис «Ромни» золотими буквами; у центрі середньої  червоного кольору квітка ромену (ромен-цвіту, ромашки), центр якої має форму шестерні золотого кольору; в нижній золоті коромисляні терези на зеленому тлі.
Квітка ромен з білими пелюстками, обведеними золотавим контуром символізує квітку, від імені котрої за легендою отримало своє ім'я місто Ромни; золота шестерня відображає сучасний промисловий розвиток; терези — нагадування про історичні ярмаркові традиції міста. Золотий (жовтий) колір символізує багатство, справедливість, великодушність; червоний — хоробрість і мужність; зелений — символ надії, радості, достатку; чорний — символ журби, смутку, скорботи з приводу трагічних подій в історії міста. Автор герба М. М. Колосов.

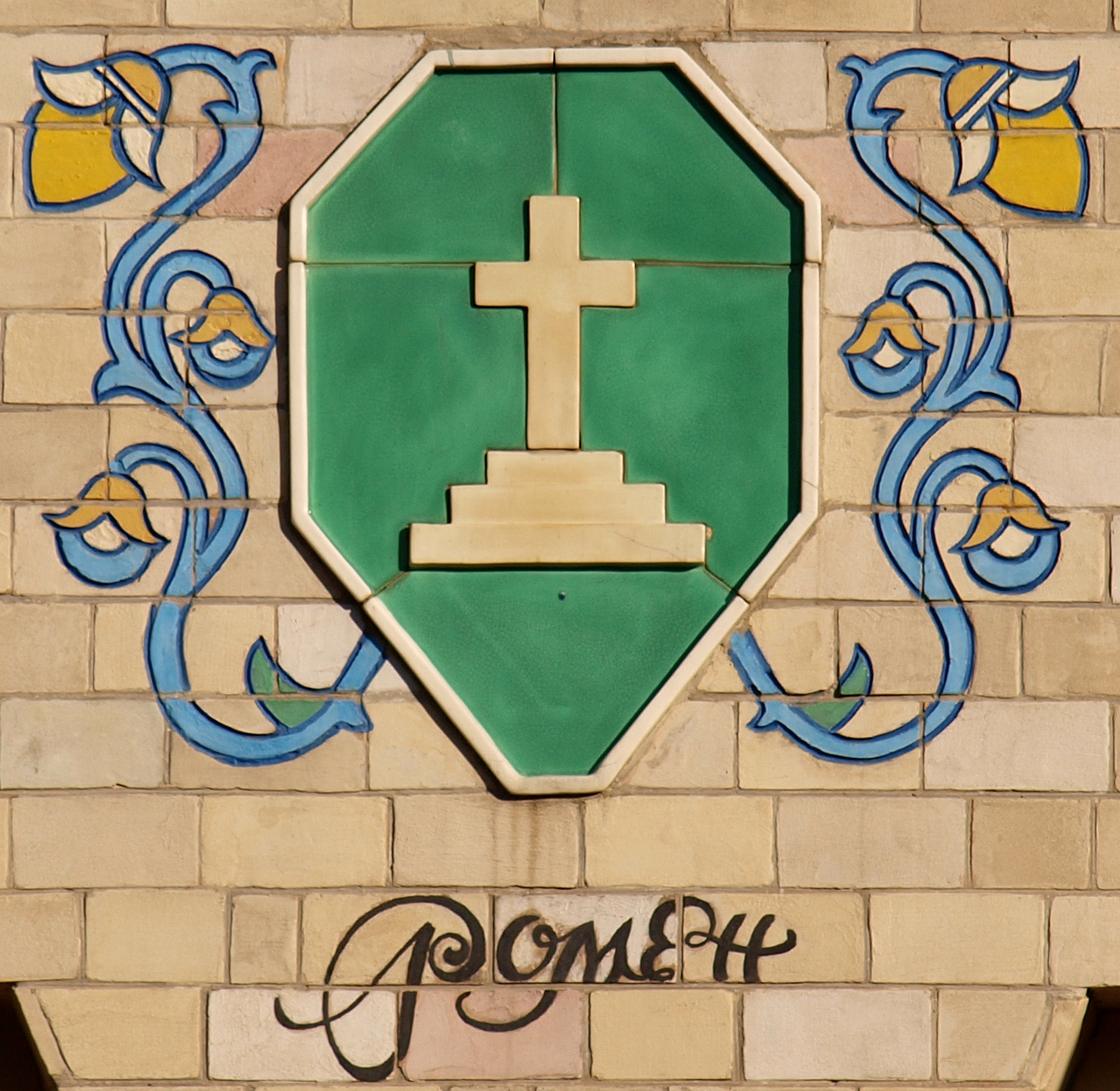
Герб Ромен ХІХ ст. (Полтавський краєзнавчий музей)
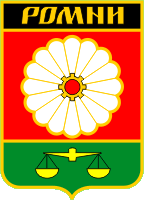
Герб Ромен радянської доби (варіант)
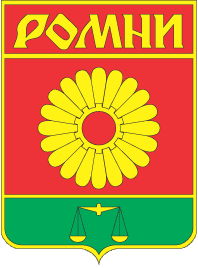
Герб Ромен радянської доби (варіант)
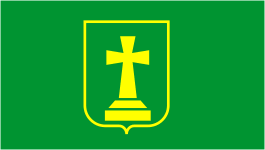
Прапор» Ромен з гербом у 2001—2015 рр.